# VG-4.7
La Vía de Alta Capacidad Carril-Bayón o Variante de Villagarcía de Arosa es una vía para automóviles de la Junta de Galicia que transcurre entre Carril y San Simón, diseñada como una carretera limitada a 90 km/h para ser una vía de corta distancia y de poca Intensidad media diaria (IMD). No cumplen los estándares de doble calzada (autovía), ni esta previstada para la duplicación de esta dicha vía. La longitud de este tramo es de 7,54 kilómetros.
Fue inaugurado en 2 fases, en 2009, uno entre Carril y O Pousadoiro (mayo de 2009) y otro entre O Pousadoiro y San Simón (julio de 2009). Es la alternativa de evitar la travesía de Villagarcía de Arosa rodeada la carretera N-640 (incluyendo la variante de esta dicha carretera).

## Tramos
| Denominación | Tramo                                 | Kilómetros | Año servicio |
| ------------ | ------------------------------------- | ---------- | ------------ |
| VG-4.7       | PO-548 Carril - PO-305 O Pousadoiro   | 5          | 2009         |
| VG-4.7       | PO-305 O Pousadoiro - N-640 San Simón | 2,5        | 2009         |

## Salidas
| Velocidad | Esquema | Salida | Sentido San Simón (AG-41) | Carriles | Sentido Carril | Carretera    | Notas |
| --------- | ------- | ------ | --- | -------- | --- | ------------ | ----- |
|           |         |        | Comienzo de Variante de Villagarcía de Arosa VG-4.7 Procede de: PO-548 Carril |          | Fin de Variante de Villagarcía de Arosa VG-4.7 Incorporación final PO-548 Dirección final: PO-548 Carril Villagarcía de Arosa PO-548 Catoira AG-11 Ribeira E-1 AP-9 Santiago de Compostela | PO-548       |       |
|           |         | 5      | PO-305 Villagarcía de Arosa N-640 Caldas de Reyes E-1 AP-9 Pontevedra Santiago de Compostela |          | PO-305 Villagarcía de Arosa N-640 Caldas de Reyes E-1 AP-9 Pontevedra Santiago de Compostela                                                                                               | PO-305       |       |
|           |         |        | Fin de Variante de Villagarcía de Arosa VG-4.7 Dirección final: N-640a Villagarcía de Arosa N-640 Caldas de Reyes E-1 AP-9 Pontevedra Santiago de Compostela PO-531 Pontevedra N-640 Villagarcía de Arosa VG-4.3 Cambados |          | Inicio de Variante de Villagarcía de Arosa VG-4.7 Procede de: N-640 PO-531 San Simón | N-640 PO-531 |       |